# Divisione Nazionale A
La Divisione Nazionale A è stato il massimo livello dilettantistico del campionato italiano di pallacanestro.
Era il terzo livello dopo Serie A e Legadue. Era gestito dalla Lega Nazionale Pallacanestro e metteva in palio lo scudetto dilettanti e due posti in Legadue.
Era nata nella stagione 2008-2009 come Serie A Dilettanti, per poi assumere la denominazione definitiva a partire dalla stagione 2011-12. La denominazione antecedente al 2008 era Serie B d'Eccellenza e prima ancora Serie B1.
Alla fine della stagione 2012-13, con la soppressione del Campionato di Legadue, fu divisa in Divisione Nazionale A Gold e Silver (secondo livello dei campionati).

## Storia

### Serie A Dilettanti

#### 2008-2009
La stagione 2008-2009 è la prima stagione dopo la riforma dei campionati dilettantistici, nata in sostituzione della Serie B d'Eccellenza. Il regolamento prevedeva la partecipazione di 28 società, divise in due gironi, da 14 squadre.
Al termine della stagione regolare (gare di andata e ritorno), si sono svolti i play-off a cui hanno preso parte le prime otto di ciascun girone con tabelloni separati. Le quattro qualificate hanno partecipato alla fase finale: le due migliori classificate si sono sfidate per l'assegnazione dello Scudetto dilettanti, che garantisce la promozione diretta in Legadue. La perdente della finale scudetto e la vincente della sfida tra le due peggiori classificate si sono incontrate per stabilire la seconda promozione in Legadue.

#### 2009-2010
Nella stagione 2009-2010 il regolamento prevedeva la partecipazione di 29 società, divise in due gironi, uno da 15 squadre e un altro da 14.
Al termine della stagione regolare (gare di andata e ritorno), solo nel girone B si è disputata una fase a orologio nella quale ogni squadra ha disputato due partite. La finalità di questa fase è stata quella di equilibrare il numero di partite nei due gironi: nel girone A si sarebbero disputate infatti 30 giornate di stagione regolare (ogni squadra 28 partite più due turni di riposo), nel girone B ci sarebbero state 26 giornate di stagione regolare e due di fasi a orologio (per un totale di 28 incontri).
Successivamente si sono svolti i play-off a cui hanno preso parte le prime otto di ciascun girone con tabelloni separati. Le quattro qualificate hanno partecipato alla fase finale: le due migliori classificate si sono sfidate per l'assegnazione dello Scudetto dilettanti, che garantisce la promozione diretta in Legadue. La perdente della finale scudetto e la vincente della sfida tra le due peggiori classificate si sono incontrate per stabilire la seconda promozione in Legadue.
La Lega ha stabilito per le società partecipanti un tetto di spesa pari al massimo a 60000 € per un giocatore e a 420000 € per l'intera rosa.

#### 2010-2011
Il regolamento della A Dilettanti 2010-2011 risente dell'esigenza di rientrare nell'organico di squadre previsto per il riassetto dei campionati dilettanti del 2011-2012. Per questo motivo sono previsti due gironi da sedici squadre, e:
- Zona play-off: vi accedono le squadre dal primo al quarto posto in classifica;
- Zona salvezza: le squadre quinte e seste classificate non disputeranno né play-off né play-out;
- Zona play-out: le squadre dal settimo al decimo posto disputano un turno di play-out, con formula ad incrocio tra i due gironi (la 7ª classificata del girone A affronta la 10ª del girone B, e così via). Le 4 perdenti i play-out retrocedono in Serie B Dilettanti;
- Retrocessioni dirette: retrocedono direttamente in Serie B Dilettanti le squadre classificatesi dall'undicesimo al sedicesimo posto.

Il totale delle retrocessioni è di 16 complessive (6 direttamente per ogni girone + 4 perdenti i play-out).

### Divisione Nazionale A
Con la nascita della Divisione Nazionale A, ratificata dal Consiglio Federale FIP il 16 luglio 2011, è stato creato un girone unico composto da 24 squadre.

#### 2013-2014
La Divisione Nazionale A Gold (chiamata inizialmente "Primo Campionato Nazionale Dilettanti Gold"), denominata ufficialmente DNA Adecco Gold per ragioni di sponsor, è stata per la stagione 2013-2014 il girone più prestigioso nel secondo livello del campionato italiano di pallacanestro, ed è il massimo livello dilettantistico, andata poi a confluire nella nuova Serie A2.
La formula del campionato prevedeva la partecipazione di 16 squadre. Le prime 7 classificate al termine della stagione regolare prendono parte ai playoff per la promozione in Serie A, insieme alla prima classificata del campionato Silver. Le ultime due classificate retrocedono nel girone Silver.
La Divisione Nazionale A Silver (chiamata inizialmente "Primo Campionato Nazionale Dilettanti Silver"), denominata ufficialmente DNA Adecco Silver per ragioni di sponsor, è stata nella stagione 2013-2014 il girone meno prestigioso nel secondo livello del campionato italiano di pallacanestro, andando poi a confluire assieme alla DNA Gold nella nuova Serie A2.
La formula del campionato prevedeva la partecipazione di 16 squadre. La prima classificata al termine della stagione regolare viene promossa nel girone Gold, e inoltre prende parte ai playoff per la promozione in Serie A, insieme con le prime 7 del campionato Gold.
Le squadre classificatesi dal 2º al 9º posto disputano i playoff; la squadra vincente viene promossa nel girone Gold. Le ultime 3 squadre della stagione regolare retrocedono in Divisione Nazionale B.

## Albo d'oro
| Stagione           | Campione            | Promozioni                                   | Note                                                            |
| 2008-2009          | Pall. Vigevano      | Pall. Vigevano A.B. Latina                   | -                                                               |
| 2009-2010          | Barcellona          | Barcellona Fortitudo Bologna                 | Fulgor L. Forlì promossa per fallimento della Fortitudo Bologna |
| 2010-2011          | Brescia             | Brescia Basket Trapani                       | Cestistica Ostuni promossa per fallimento di Basket Trapani     |
| 2011-2012          | Aquila Trento       | Aquila Trento Basket Ferentino Pall. Trieste | Orlandina e Napoli Basketball ripescate in Legadue              |
| 2012-2013          | PMS Torino          | PMS Torino                                   | -                                                               |
| 2013-2014 (Gold)   | Aquila Trento       | Aquila Trento                                | Orlandina ripescata in Serie A                                  |
| 2013-2014 (Silver) | Fortitudo Agrigento | Fortitudo Agrigento Pall. Mantovana          | Casalpusterlengo ripescata in Serie A2                          |